# Udanin (gmina)
Pour la localité, voir Udanin.
Udanin est une gmina rurale du powiat de Środa Śląska, Basse-Silésie, dans le sud-ouest de la Pologne. Son siège est le village d'Udanin, qui se situe environ 16 km au sud-ouest de Środa Śląska, et 43 km à l'ouest de la capitale régionale Wrocław.
La gmina couvre une superficie de 110,71 km2 pour une population de 5 650 habitants.

## Géographie
La gmina est bordée par les gminy de Kostrzyn, Miłosław, Nekla, Środa Wielkopolska et Września.
La gmina contient les villages de Damianowo, Dębki, Dębnica, Drogomiłowice, Dziwigórz, Gościsław, Jańczów, Jarosław, Jarostów, Karnice, Konary, Księżyce, Łagiewniki Średzkie, Lasek, Lusina, Pichorowice, Piekary, Pielaszkowice, Różana, Sokolniki, Udanin, Ujazd Dolny et Ujazd Górny.